# Casa Albergo
La Casa Albergo è un edificio ad uso alberghiero situato in via Duca d'Aosta nella Città Giardino, nel comune di Viareggio.

## Storia

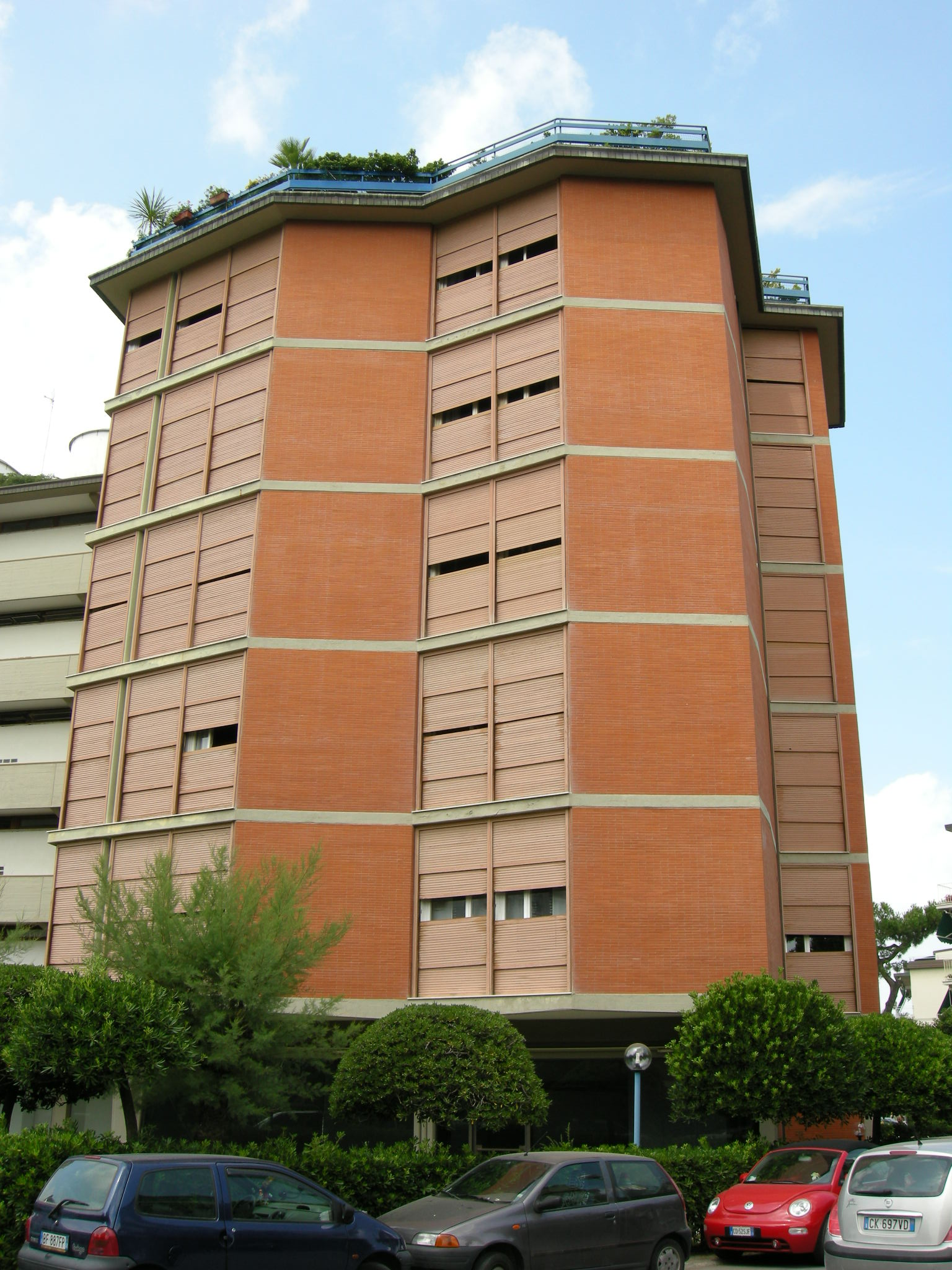
Dettaglio

Realizzato nel 1959 dalla Società emiliana costruzioni edili stradali (Seces Srl) della Spezia, questo fabbricato a piccole suite costituisce "un edificio tipologicamente nuovo per la Versilia: una casa per vacanze, ossia un tipo di edificio a piccoli alloggi, che sta a metà fra la casa-albergo e la casa di abitazione. L'idea base dei progettisti era di poter realizzare una casa-albergo , ma si è dimostrato che per un organismo di tal genere i tempi non sono ancora maturi" Lo sforzo di rinnovamento dei progettisti è stato duplice: da una parte la scelta di un linguaggio architettonico moderno che va oltre il consueto gioco di balconi e l'estenuante movimento dei volumi, che sembra l'unico linguaggio costruttivo a Viareggio dopo la stagione del liberty, e, dall'altra, il desiderio di rinnovamento tipologico con un fabbricato che avrebbe dovuto aprire la strada alla realizzazione di altre case-albergo.
Il volume contenuto nella "fasciatura" dei muri in mattoni e nei "muri" delle persiane scorrevoli, è ancor più fortemente esibito dal fatto che "poggia" su una struttura di pilastri al piano terreno che costituiscono un'area completamente aperta destinata alla sosta delle auto. Nel 1974 questa area viene chiusa con una vetrata continua per destinarla ad attività commerciali.
Nella sua nota del 1961, apparsa sulla rivista "L'architettura - cronache e storia", Koenig osserva ancora come in questo caso si assista "all'intrecciarsi di una componente locale, diciamo ambientale, e di una seconda componente, critica e antiprovinciale, che ha però anch'essa radici nella cultura elevata e attenta di questa regione. E vediamo, in queste opere, l'evolversi parallelo di questi due fattori, quello tradizionale e quello avanzato, nella ricerca di risultati concretamente adeguati all'ambiente, ma 'promotori' rispetto ad esso. Qui sta la validità anche 'teoretica' di queste realizzazioni".

## Architettura

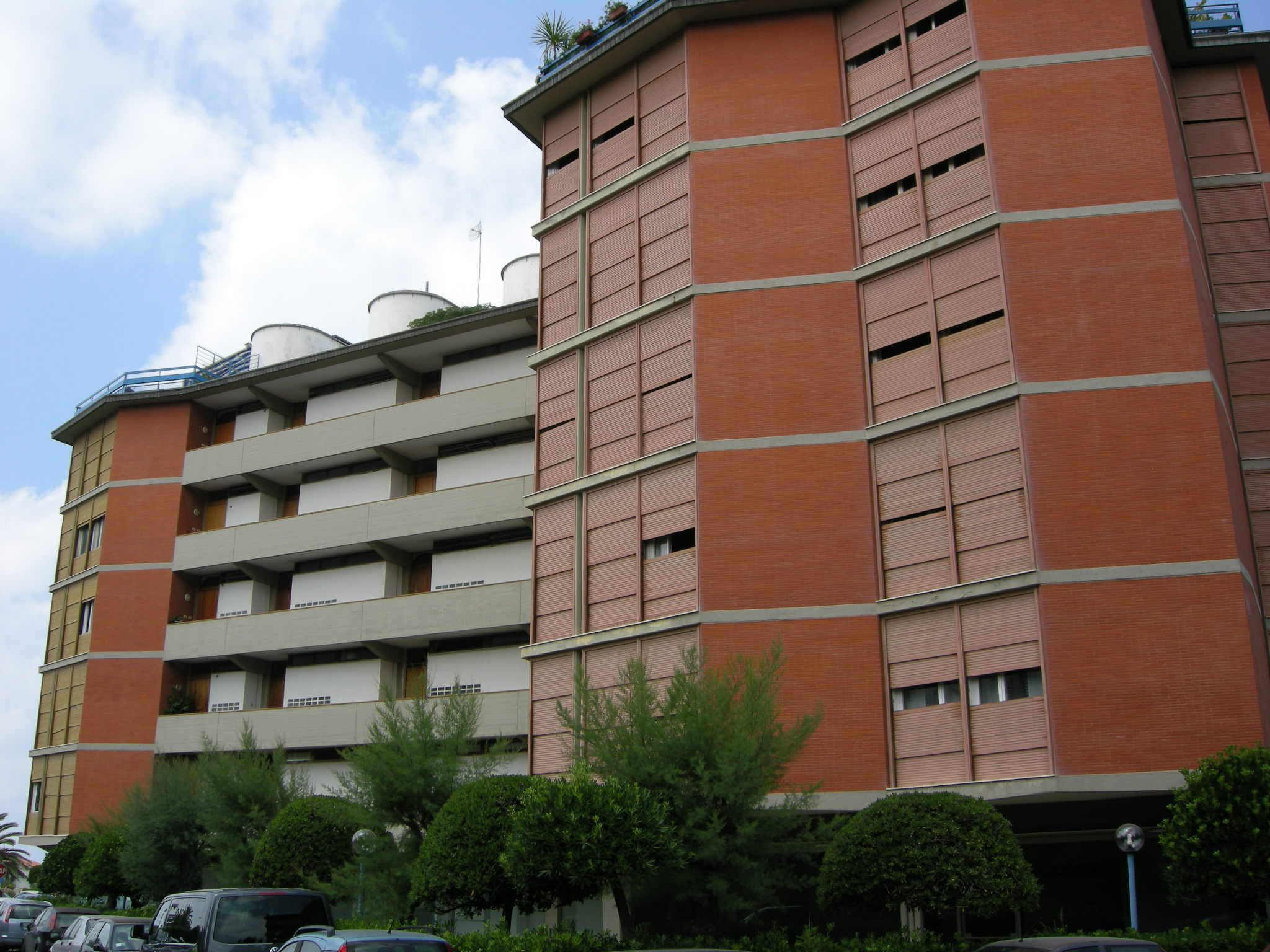
Veduta

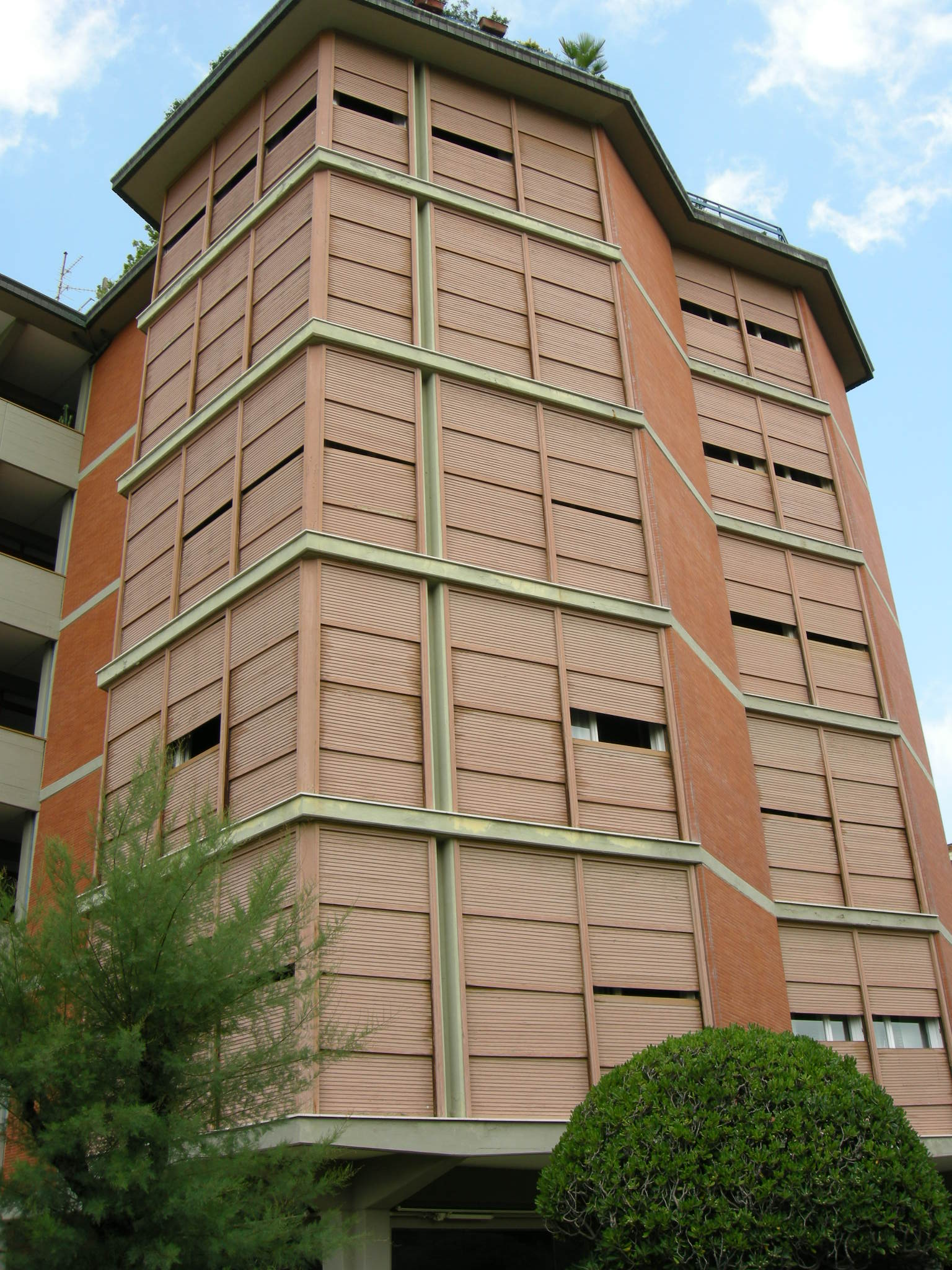
L'ala nord

L'opera è stata catalogata tra quelle di "eccellenza" nell'ambito della selezione delle architetture di interesse storico e artistico prodotte in Toscana dal 1945, risultando innovativa per l'evoluta ricerca tipologia e per la scelta del linguaggio formale.
L'edificio occupa trasversalmente il lotto situato fra l'attuale viale Belluomini e viale Buonarroti, nell'area che sul finire degli anni cinquanta era stata interessata dal progetto "Città Giardino".
Tipologicamente si tratta di un fabbricato a ballatoio di appartamenti plurimi per vacanze; non proprio una casa-albergo, come spesso viene indicato, piuttosto un'unione riuscita tra un edificio di abitazione popolare con alloggi minimi e un albergo organizzato per suite, quindi di carattere esclusivo. Lo sviluppo planimetrico, il cui contorno è continuamente spezzato dai muri perimetrali di poco angolati fra loro, cela in realtà una distribuzione degli ambienti assai regolare col ballatoio a sviluppo rettilineo sul quale si attestano direttamente tutti gli appartamenti. L'articolazione dei pieni e dei vuoti, delle superfici chiuse rispetto a quelle aperte, viene dissimulata attraverso la soluzione formale di fasciare tutto il fabbricato con una muratura faccia a vista in mattone basso lucchese e soprattutto grazie all'uso non ortodosso delle tapparelle, all'apparenza di tipo avvolgibile, ma in realtà con funzionamento "a palpebra" in doghe di Douglass, particolare che rimanda in maniera evidente al fasciame delle navi. Dalle pagine di "L'architettura - cronache e storia" viene osservato ancora come "quella unità delle superfici di contenimento, quell'ordine voluto dai progettisti, sarebbe stato turbato dall'uso dei normali rotolanti, dato che ognuno di essi può essere alzato in modo diverso. La regolarità dei prospetti, giocati interamente su questi elementi, sarebbe andata all'aria".
Queste speciali persiane "a palpebra", pensate dagli architetti Domenico Cardini, Ilo Dati e Franco Mazzucchi (che le hanno applicate anche per l'albergo a Tonfano) sono ripartite in quattro elementi ma solo i due centrali possono scorrere consentendo un'apertura massima di circa 1,30 metri o due aperture di circa 30 cm. ognuna, sempre e comunque mantenendo una simmetria orizzontale. "Al solito, il risultato è estetico, ma lo spunto è funzionale: si è pensato a questo tipo di persiana perché essa permette una piccola apertura, l'apertura necessaria per i mesi estivi, attraverso la quale si può vedere senza essere visti. Anche la "veneziana" risolve il problema, ma solo parzialmente, perché il vedere tra stecca e stecca non è certo estremamente gradevole; mentre l'impressione di un taglio di luce netto, variabile a volontà, all'altezza dell'occhio, dato da questo tipo di persiana, è singolarmente piacevole"
Ai progettisti è dunque riuscito dissimulare la struttura portante in scheletro di cemento armato, mentre la fascia marcapiano, esile e continua, altro non è che il cordolo di piano. Ma avvicinandoci al fabbricato, gli alberi e le siepi non nascondono più le travi e i pilastri volutamente in vista. Il pilastro d'angolo mostra una connotazione plastica grazie a una sezione di dimensione crescente a forma di croce greca i cui lati sono corrispondenti agli innesti a coda di rondine delle travi.
Sul tetto a terrazza, fuoriesce una serie di sei corpi stondati che fungono da "fine scala" ma che denotano un inaspettato elemento plastico che raccorda e termina efficacemente il tema figurativo dei ballatoi sovrapposti. Anche da questi dettagli emerge come la strada percorsa dagli autori del progetto sia la stessa indicata da Giovanni Michelucci in molte opere per abitazioni collettive.